# SC-SA-1
La SC-SA-1 es una carretera perteneciente a la Red de Carreteras Sin Clasificar de la Junta de Castilla y León. Se trata de la antigua travesía de El Bodón, la cual formaba parte de la  CL-526 , hasta la construcción de la circunvalación.

## Origen y Destino
La carretera  SC-SA-1  transcurre íntegramente por el término municipal de El Bodón, iniciándose en la intersección con la carretera  CL-526  en el kilómetro 12.3, y finalizando en el kilómetro 14.2 de la misma, formando parte de la Red de carreteras de Salamanca.